# Abraham González (Ignacio Zaragoza)
Abraham González es una población del estado mexicano de Chihuahua, localizado en el municipio de Ignacio Zaragoza, al noroeste del estado.

## Localización y demografía
Abraham González se encuentra localizado el noroeste del territorio de Chihuahua, en la región denominada como de Babícora, por la laguna del mismo nombre y conocida por la fertilidad de sus tierras. Se encuentra en las coordenadas geográficas 29°43′10″N 107°49′02″O / 29.71944, -107.81722 y a una altitud de 1 991 metros sobre el nivel del mar.
Se encuentra al noreste de la cabecera municipal, Ignacio Zaragoza y en las cercanías de la población de Francisco I. Madero con las que se une por una carretera pavimentada.
De acuerdo al Censo de Población y Vivienda realizado en 2020 por el Instituto Nacional de Estadística y Geografía, Abraham González tiene una población total de 217 habitantes, siendo estos 111 mujeres y 106 hombres.